# Rienz
De Rienz (Italiaans: Rienza) is een rivier in Zuid-Tirol, Italië. De rivier ontspringt aan de voet van de berg de Drei Zinnen in de gemeente Toblach, op een hoogte van 2180 m boven zeeniveau. De Rienz loopt in de bovenloop door het Höhlensteintal, het gebied rondom natuurpark Drei Zinnen en het natuurpark Fanes-Sennes-Prags. Aansluitend stroomt de Rienz door het Pustertal in westelijke richting om na een hoogte van 550 m boven zeeniveau uit te monden in de Eisack bij Brixen. Op grond van het grote stroomgebied van 2.143 km² is de Rienz een van de belangrijkste aanvoerrivieren van de Eisack, zij overtreft de Eisack zelfs qua watervoorziening.

## Zijrivieren

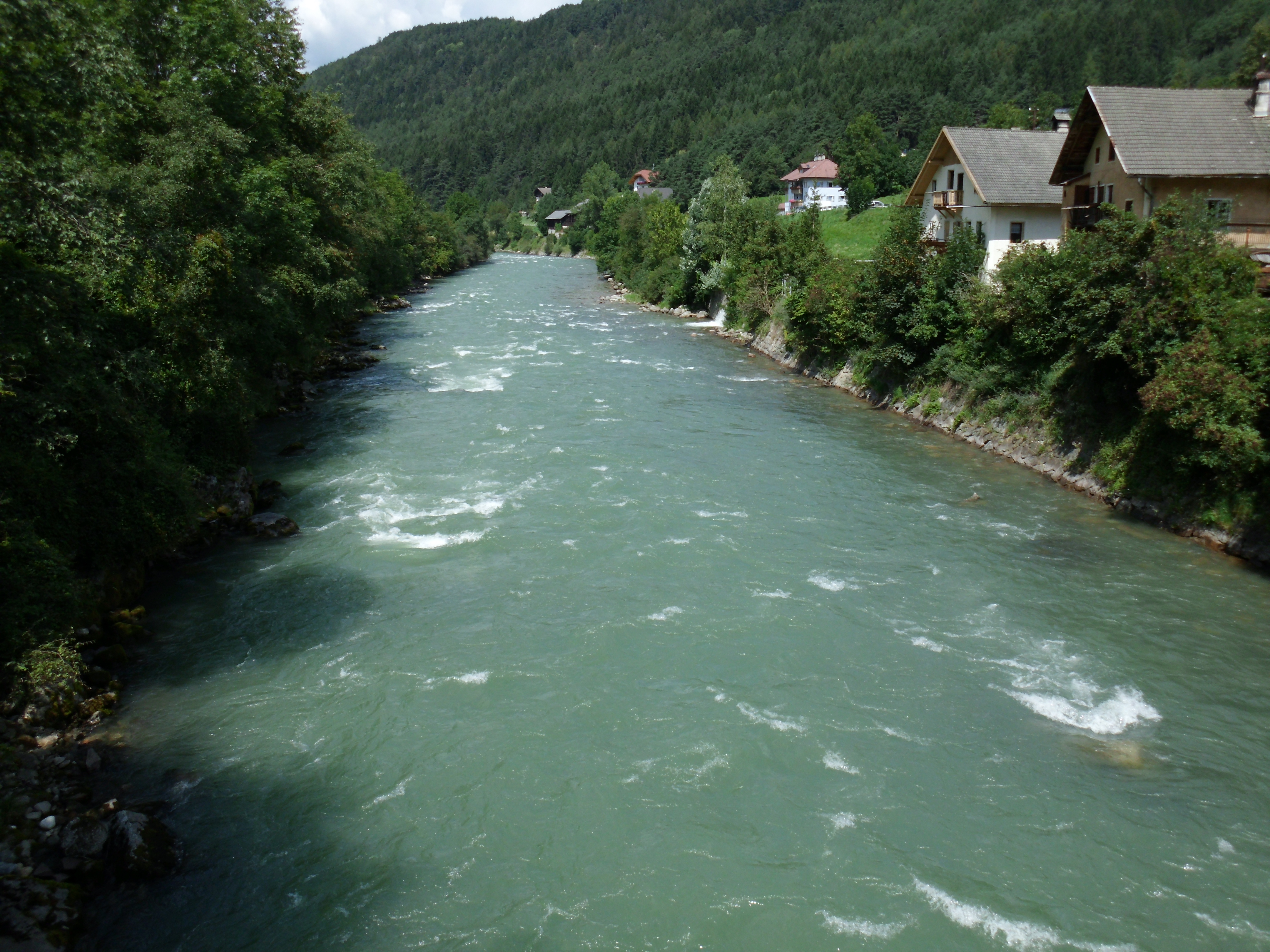
De Rienz bij Kiens

De belangrijkste zijrivieren van de Rienz zijn:
- Pragser Bach
- Gsieser Bach
- Antholzer Bach
- Wielenbach
- Ahr (Langer dan de Rienz zelf)
- Gader
- Pfunderer Bach

- Gemeinsame Normdatei: 7735259-2